# Hóstia

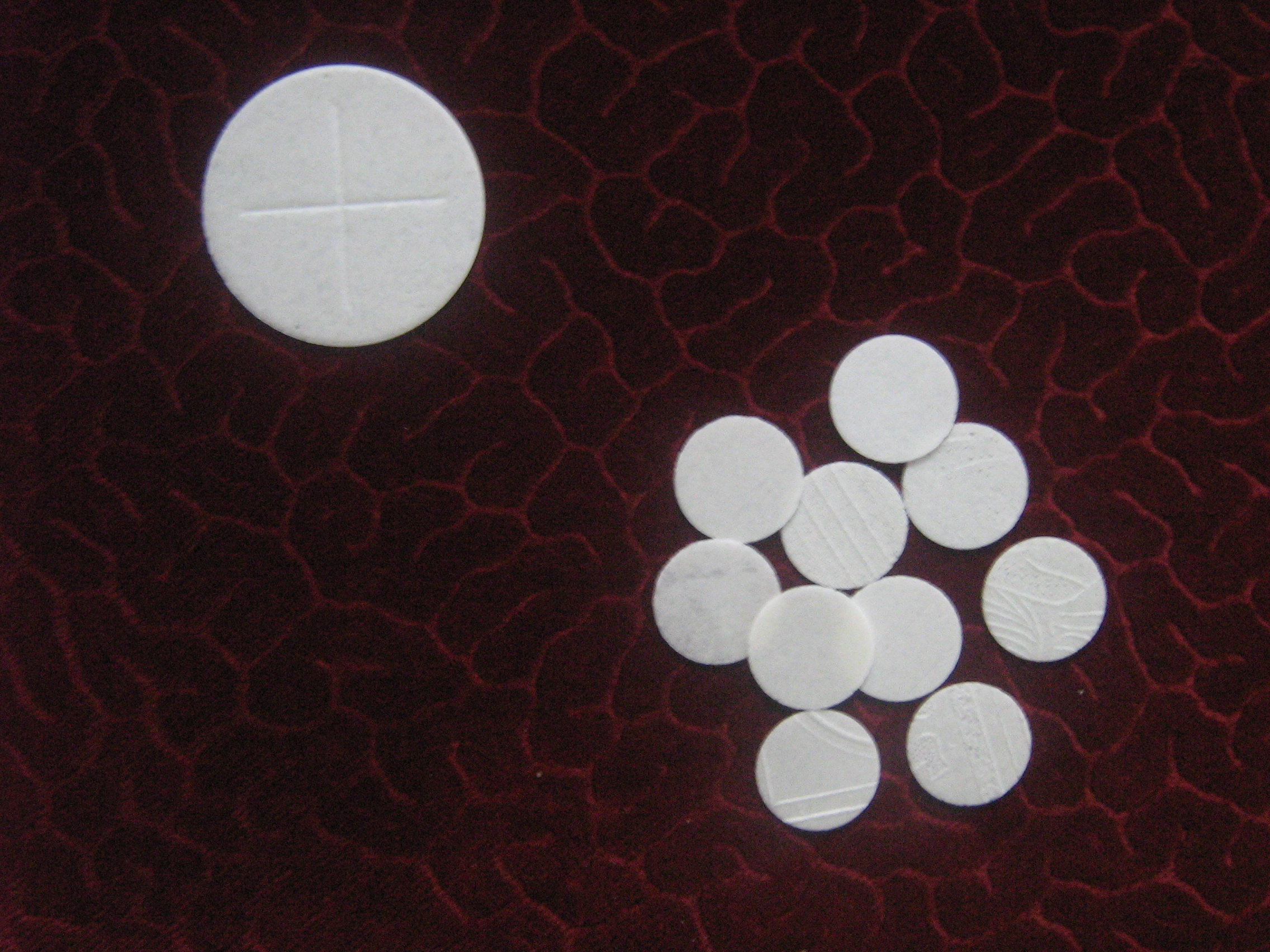
Partículas da Hóstia prontas

A hóstia é o termo usado para o pão consagrado pelo sacerdote ordenado, o bispo em primeiro e o presbítero em segundo lugar, mas também podendo ser usado pelos diáconos. Após a consagração, a hóstia torna-se verdadeiramente o Corpo de Jesus Cristo. Na etimologia significa hostiam, que significa vítima. Quando o pão está na condição de não-consagrado, é denominado de partícula.

## Produção

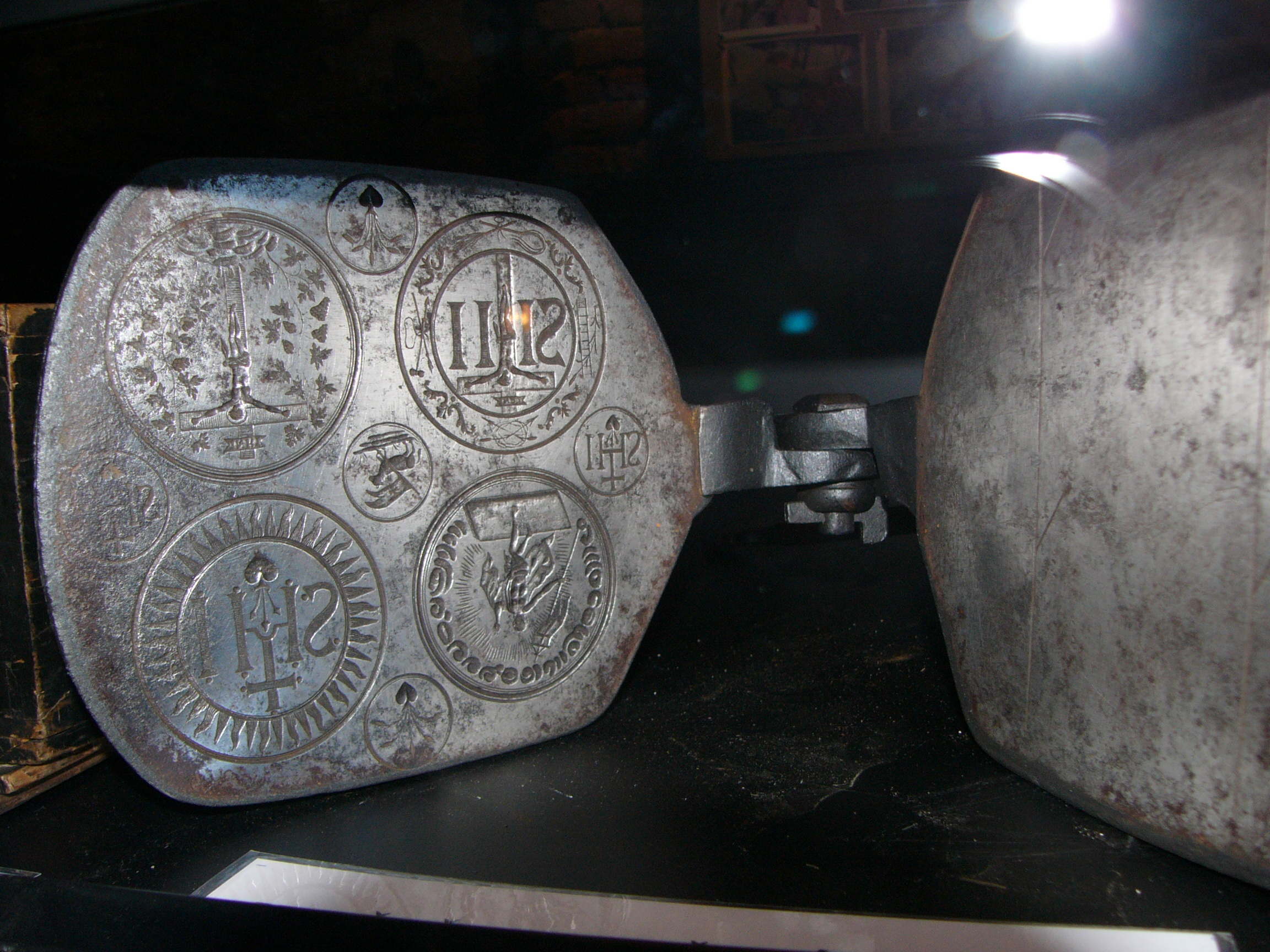
Ferro de hóstias para a fabricação de partículas

O pão de maior significado litúrgico para o rito eucarístico é o pão ázimo. A produção do pão ázimo ainda é feita de forma artesanal em algumas localidades, mas já existem máquinas para facilitar o processo.

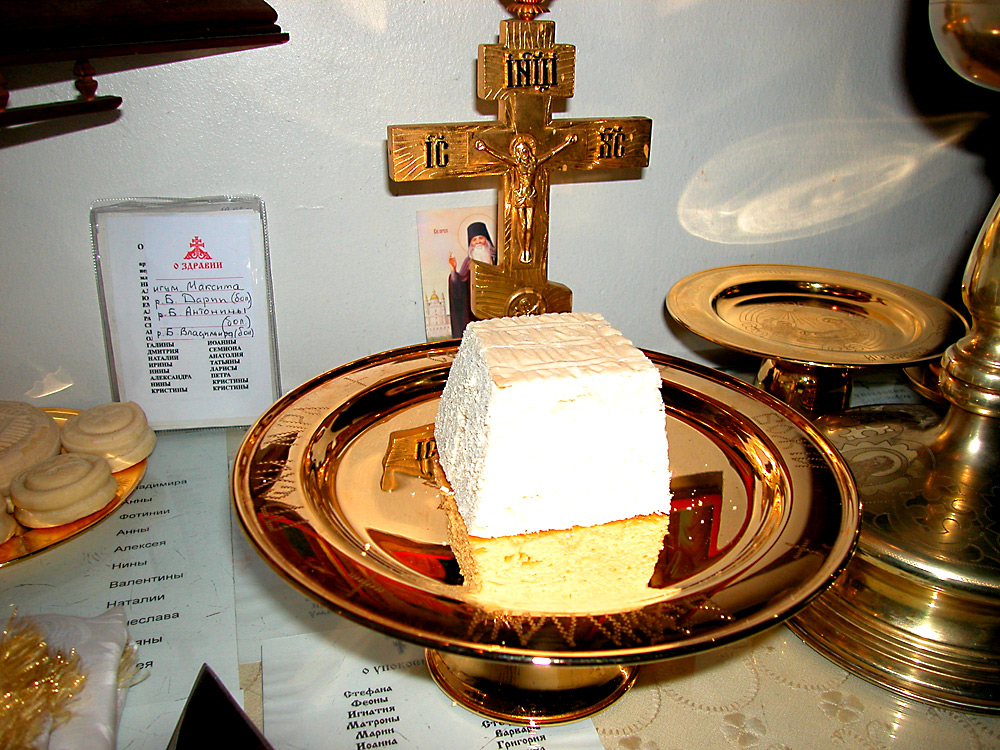
Hóstia do Rito Bizantino.

A fabricação artesanal é realizada principalmente por religiosos em geral em mosteiros, onde o corte pode ser feito com tesoura, uma a uma. No processo industrial, realizado por empresas privadas ou organizações religiosas, são produzidas hóstias de dois tamanhos: 3 centímetros de diâmetro, pesando 0,6 gramas, para os fiéis, e 7,8 centímetros, para os sacerdotes.